# Осведомитель (фильм, 1982)
Это не единственный фильм с названием «Осведомитель» — о других одноимённых фильмах см. Осведомитель (фильм).
«Осведомитель» (фр. La Balance) — французский кинофильм 1982 года режиссёра американского происхождения — Боба Свейма. В отечественном видеопрокате фильм также фигурировал под названиями «Баланс», «Доносчик», «Информатор».

## Сюжет
В парижском районе Бельвиле убивают полицейского информатора-осведомителя, игравшего важную роль в балансе сил в ОПГ. Полицейским срочно нужна замена. Выбор падает на проститутку Николь и её бывшего парня-рэкетира и сутенёра-рецидивиста Деде. Но эта парочка совершенно не горит желанием сотрудничать с полицией. Полиция совершает набег на квартиру Деде, находит оружие и шантажирует его, чтобы он стал информатором. 
Инспектор Палузи хочет поймать местного босса мафии Роже Массину и пытается убедить Деде, принять в этом участие. Деде соглашается на участие в операции и пытается использовать слабую сторону Массины, рассказывая ему о богатом антикварном торговце, которого он нашёл, чтобы ограбить, и прося его о помощи. Массина уступает жадности и соглашается устроить налет, позволяя Деде частично вернуться в свою организацию.
В день ограбления Деде принимает участие в налете на квартиру антиквара. Но Массина не доверяет Деде полностью, поэтому он заменяет его в последнюю минуту своим психически неуравновешенным приспешником Петровичем. Деде вызывает полицию и пытается отменить сделку, но один из полицейских, Бельгиец, слушая Walkman, не слышит команды и продолжает выполнять план. Бельгиец устраивает ДТП, которое блокирует фургон Массины, как и планировалось. Когда бельгиец останавливает фургон Массины, Петрович начинает подозревать, что авария подстроена полицией, и внезапно начинает стрелять по всем в поле зрения, убивая нескольких мирных жителей и почти убивая бельгийца (которого спасает его Walkman, так как в нем застряла пуля).
Массина ускользает в метро, но Петровича преследуют, и он попадает в ловушку полиции после того, как он безжалостно убивает офицера. Капитан, осознавая, что Петрович только что застрелил несколько невинных людей и нескольких полицейских, стреляет Петровичу в голову в упор, а затем спокойно приказывает своим офицерам перезарядить пистолет убитого им Петровича.
Деде пытается убежать, но его находит Массина, который готовится казнить его в переулке. Однако Деде одолевает Массину, направляет на него пистолет и, выстрелив ему в рот, убивает. Затем Деде прячется, зная, что команда Массины его разыскивает. Но Николь, опасаясь за его жизнь, сознательно сдаёт Деде полиции, которая его арестовывает, исходя из предположения, что в тюрьме ему будет безопаснее, чем на улице. Фильм заканчивается тем, что Николь смотрит из машины и плачет, когда Деде забирает полиция.

## В ролях
| Актёр           | Роль                    |
| --------------- | ----------------------- |
| Натали Бай      | Николь Дане             |
| Филипп Леотар   | Деде Лаффон             |
| Ришар Берри     | инспектор Матиас Палузи |
| Морис Роне      | Роже Массина            |
| Жан-Поль Комар  | бельгиец                |
| Бернар Фрейд    | капитан                 |
| Кристоф Малавуа | Тинтин                  |
| Альбер Дрэ      | Карлини                 |
| Флоран Паньи    | Симони                  |
| Чеки Карио      | Петрович                |

## История проката

### Даты премьер
Даты приведены в соответствии с данными IMDb.
- Франция — 10 ноября 1982
- США — 20 ноября 1983
- Австралия — 25 октября 1984
- Швеция — 25 января 1985
- Турция — январь 1986

## Награды и номинации
Список наград и номинаций приведён в соответствии с данными IMDb.

### Награды
| Год  | Событие            | Номинация           | Награждённый  |
| ---- | ------------------ | ------------------- | ------------- |
| 1983 | Кинопремия «Сезар» | Лучший фильм        | Боб Свейм     |
| 1983 | Кинопремия «Сезар» | Лучшая мужская роль | Филипп Леотар |
| 1983 | Кинопремия «Сезар» | Лучшая женская роль | Натали Бай    |

### Номинации
| Год  | Событие            | Номинация                    | Номинант                 |
| ---- | ------------------ | ---------------------------- | ------------------------ |
| 1983 | Кинопремия «Сезар» | Лучший режиссёр              | Боб Свейм                |
| 1983 | Кинопремия «Сезар» | Лучший оригинальный сценарий | Матьё Фабиани, Боб Свейм |
| 1983 | Кинопремия «Сезар» | Лучший монтаж                | Франсуаза Жавэ           |
| 1983 | Кинопремия «Сезар» | Самый многообещающий актёр   | Чеки Карио               |
| 1983 | Кинопремия «Сезар» | Самый многообещающий актёр   | Жан-Поль Комар           |